# Heikki Sarmanto
Heikki Veli Uolevi Sarmanto (* 22. Juni 1939 in Helsinki) ist ein finnischer Jazzpianist und Komponist.

## Leben und Wirken
Sarmanto studierte ab 1962 an der Sibelius-Akademie Komposition bei Joonas Kokkonen und Klavier bei Martti Paavola. 1968 war er der erste finnische Student am Berklee College of Music. Hier waren Herb Pomeroy, Charlie Mariano und Margaret Chaloff seine Lehrer.
Sarmanto arbeitete in den 1960ern in der Band von Esa Pethman und nahm mit der Jazzsängerin Carola Standertskjöld auf. 1969 leitete er ein eigenes Sextett; bereits 1970 wurde er in seinem Heimatland zum Jazzmusiker des Jahres gewählt. 1971 gewann er erste Preise beim Jazz Festival Montreux; 1973 den Kompositionswettbewerb von 
Pori Jazz. Im selben Jahr war er an Rockjazz-Aufnahmen des ungarischen Cellisten Károly Garam und der finnischen Jazzvokalistin Maija Hapuoja beteiligt. Als Pianist arbeitete er mit Musikern wie Art Farmer, Helen Merrill und George Russell. Für Sonny Rollins arrangierte und orchestrierte er dessen Concerto for Tenor Saxophone and Orchestra, dessen Uraufführung 1986 er auch leitete.
Sarmanto komponierte Werke in sinfonischer und kammermusikalischer Besetzung. Seine New Hope Jazz Mass für gemischten Chor, Jazzensemble und Sopran wurde zur Einweihung der Saint Peter's Church in New York aufgeführt. Zehn Jahre später führte er 1988 in der Carnegie Hall mit seinem Jazzquartett mit den Solisten Juhani Aaltonen und Pekka Sarmanto und dem New York Pops Orchestra sein 1983 uraufgeführtes sinfonisches Jazzpoem Suomi auf, das Finnlands Landschaften beschreibt. 1995 nahm er mit dem Finnischen Radio-Sinfonieorchester sein Konzert für Sinfonieorchester und Jazzensemble Hearts auf. Im Folgejahr vollendete er für die Finnische Nationaloper die Oper Manon. Außerdem komponierte er Musik zu Gedichten von Eino Leino und Lauri Viita und für Filme.
Als Jazzkomponist schrieb er vorrangig für seinen Bruder, den Kontrabassisten Pekka Sarmanto, und den Saxophonisten Juhani Aaltonen. Er veröffentlichte mehr als dreißig Alben. Zwischen 1998 und 2000 leitete er das UMO Jazz Orchestra.